# Hydroporus erythrocephalus
Hydroporus erythrocephalus es una especie de escarabajo del género Hydroporus, familia Dytiscidae. Fue descrita científicamente por Linnaeus en 1758.
Esta especie se encuentra en Europa y Asia del Norte (excepto China).